# Hypocacculus controversus
Hypocacculus controversus är en skalbaggsart som beskrevs av G. Müller 1937. Hypocacculus controversus ingår i släktet Hypocacculus och familjen stumpbaggar. Inga underarter finns listade i Catalogue of Life.